# Gold Country
Gold Country is een historisch-geografische streek in het midden en noordoosten van de Amerikaanse staat Californië. Gold Country omvat de westelijke flanken van het centrale Sierra Nevada-gebergte. Toen er in 1848 goud werd gevonden, kwam de Californische goldrush op gang. Terwijl goudmijnbouw nu nog slechts een marginale economische activiteit is in de regio, staat Gold Country ondertussen ook bekend als een belangrijke wijnstreek.
Volgens de Gold Country Visitors Association omvat de landstreek delen van de volgende county's (van noord naar zuid): Sierra, Nevada, Placer, El Dorado, Sacramento, Amador, Calaveras, Tuolumne, Mariposa en Madera County.
California State Route 49, bijgenaamd de Gold Country Highway, is de belangrijkste weg doorheen Gold Country.